# Can Saló
Can Saló és un edifici civil amb elements de fortificació, és a dir, una masia fortificada al poble de Casavells. Té planta i dos pisos i coberta de teulada de doble vessant sobre les façanes laterals. A la façana principal, encarada a migdia, hi ha el portal, d'arc de mig punt i gran dovellatge i balconades i finestres amb llinda i emmarcament de pedra ben escairada; hi ha diverses inscripcions. A la llinda d'una petita finestra de la planta baixa s'hi afiguren dues eines agrícoles esculpides en baix relleu. A l'angle superior del SW de l'edifici hi ha una grossa garita cilíndrica, amb coberta cònica, feta amb terrissa, excepte el basament de pedra format per prominents cercles motllurats, en degradació. A la mènsula inferior és esculpida: s'hi representa el cap d'un personatge sobre d'un emblema heràldic.
A l'interior, la planta baixa té els compartiments amb voltes de maó i de pedra morterada a la planta noble destaca la sala major, amb volta de llunetes. La masia es construí amb grans pedres desbastades i carreus angulars, amb acabats de remolinat; el de la façana tenia incisions decoratives formant rectangles.